# Panzer Dragoon Orta
Panzer Dragoon Orta (パンツァードラグーン オルタ?, Pantsā Doragūn Oruta) è un videogioco shoot 'em up per Xbox, commercializzato da SEGA e sviluppato dallo studio Smilebit. Quarto capitolo della saga di Panzer Dragoon, venne realizzato da molti ex-sviluppatori del defunto Team Andromeda, che aveva chiuso i battenti dopo Panzer Dragoon Saga (1998), per il Saturn. La storia segue un'adolescente, Orta, che viene salvata dalla sua prigione perenne da un misterioso drago e deve difendersi dalle forze di un impero oppressivo.

## Trama
L'Impero è tornato al potere, usando l'antica tecnologia per ingegnerizzare geneticamente armi biologiche simili a dragoni chiamate Dragonmares. Una giovane ragazza, Orta, ha vissuto tutta la sua vita in una torre in una valle, imprigionata dai nomadi Cercatori, che temono che lei sia una persecutrice del destino. Una notte, l'Impero attacca la valle con i suoi dragoni, distruggendo gran parte della città. Prima che i dragoni possano danneggiare Orta, un drago misterioso appare e li elimina.
Orta fugge dalla valle sul drago. Evren, un generale dell'esercito imperiale e capo dello squadrone dei dragoni, la insegue. Viene salvata da Abadd, un drone imperiale traditore. Vola via e Orta chiede al drago di seguirlo. Nella sua ricerca, Orta incontra Mobo, un amichevole ma spericolato membro dei Vermicelli, che la conduce attraverso una valle fluviale e un mare di cenere al suo villaggio. La flotta imperiale però lo attacca e ma viene sconfitto dalla giovane. Durante lo scontro, il drago di Evren si autodistrugge e Orta e il drago cadono dal cielo.
Il drago ferito trasporta a piedi Orta attraverso una terra innevata fino a quando le sue ali strappate si rigenerano. Si difendono da un attacco di un predatore volante, ma Orta prova rimorso quando vede che ha dei bambini. Abadd riappare e uccide la famiglia con un tiro di laser. Sostiene di avere informazioni sulla nascita di Orta. Scendono nelle rovine di una torre e accedono all'antica rete di informazioni nota come Sestren. Orta trova un messaggio registrato da sua madre, Azel, dicendo che si è formata usando il DNA che ha recuperato da un essere umano a Sestren. Abadd spiega di aver appreso il segreto della riproduzione dei droni e intende usare il corpo di Orta per replicare se stesso all'infinito e conquistare il mondo. Orta sconfigge l'avatar di Abadd e scopre che si sta dirigendo verso la Culla, un antico manufatto monolitico sopra la città imperiale. Ordina al Sestren che venga trasportata lì.
Orta e il drago si trovano in una struttura di ricerca imperiale. Dopo aver distrutto diversi esperimenti, compresi embrioni di drago, la struttura crolla. Distruggono un'unità difensiva imperiale e l'imperatore muore nell'esplosione. La Culla si libera, distruggendo diverse navi imperiali e inviando i dragoni Berserk. I Vermicelli, guidati da Mobo, attaccano la flotta imperiale in città, lasciando Orta a volare verso la Culla.
Dopo aver distrutto l'ultimo dei Dragonmares e il guscio della Culla, un oggetto simile a un bozzolo emerge dal nucleo di quest'ultima. Questo esplode nell'enorme drago di Abadd, che sconfigge Orta. Il suo drago, gravemente ferito, vola a terra e muore. La guerra termina e Orta cammina verso una catena montuosa con un piccolo drago.